# Umberto Bindi
Umberto Bindi (* 12. Mai 1932 in Bogliasco; † 23. Mai 2002 in Rom) war ein italienischer Cantautore (Liedermacher).

## Leben
Bindi wurde in der italienischen Provinz Genua geboren. Sein erstes Lied, T’ho perduto („Ich habe dich verloren“), komponierte er im Jahre 1950. Sein erstes veröffentlichtes Lied war Arrivederci („Auf Wiedersehen“) auf bei Ricordi im Jahre 1959. Das Lied wurde von Marino Barreto jr. popularisiert und zu einer der meistverkauften Singles des Jahres 1959 in Italien.
In den 1960er Jahren gehörte Bindi mit Bruno Lauzi, Luigi Tenco, Gino Paoli und Fabrizio De André zu den bekanntesten Vertretern der so genannten „Genueser Liedermacherschule“ (Cantautori genovesi) – jungen Genuesen, die nach dem Muster der französischen Chansonniers poetische Texte schrieben und sangen. Bindis erste LP Umberto Bindi e le sue canzoni erschien 1960.
Bindi schrieb eine Reihe von bekannten Liedern: Il nostro concerto (1960), Riviera (1961) und vor allem Il mio mondo (1963), das 1964 durch die britische Popsängerin Cilla Black unter dem Titel You’re My World gesungen wurde. Der Song hielt vier Wochen lang Platz eins der britischen Charts. Als Sänger nahm Bindi zwei Mal am Sanremo-Festival teil, 1961 im Duo mit Miranda Martino mit Non mi dire chi sei und 1996 im Duo mit der Band New Trolls mit Letti. Bindi starb 2002 mit 70 Jahren in einem römischen Krankenhaus an einem Herzinfarkt.

## Diskografie
Alben
- Umberto Bindi e le sue canzoni (1960, Ricordi)
- Umberto Bindi (1961, Ricordi)
- Con il passare del tempo (1972, West Record)
- Io e il mare (1976, Durium)
- D’ora in poi (1982, Targa) – neu aufgelegt als: Le voci della sera (1996, D.V. More Records)
- Bindi (1985, Ariston)
- Il nostro concerto (1994)
- Di coraggio non si muore (1996, Fonopoli Stage)